# هالستید ۱۵۹۰۴
سیارک ۱۵۹۰۴ (به انگلیسی: 15904 Halstead، نامگذاری:1997SD11) پانزده هزار و نهصد و چهارمین سیارک کشف شده‌است که در ۲۹ سپتامبر ۱۹۹۷ کشف شد.
قدر مطلق سیارک برابر ۱۷.۸ است.